# Glasbrukstäppan
Glasbrukstäppan anciennement Glasbruksklippan est un parc du quartier de Södermalm à Stockholm en Suède. 

## Description
Le parc est situé à l'extrémité est de Sandbacksgatan et a été construit en 1948-1950 selon les plans de l'architecte paysagiste Erik Glemme, employé par l'administration des parcs de la ville de Stockholm et collègue d'Osvald Almqvist et plus tard de Holger Blom. 
La plantation se compose d'un parterre brodé d'inspiration baroque avec des haies de buis taillées courtes encadrées de murets en granit poli. 
Le parc dispose de plusieurs bassins à fontaines et d'un pavillon conçu par le sculpteur Ivan Jacobsson.
Sur l'un des étangs, on peut voir la sculpture en bronze Midgårdsormen II de Mats Lodén, allongée sur une pierre et prenant un bain de soleil. 
La sculpture a remplacé le Midgardsormen volé en 1994, créé en 1947 par le grand-père de Mats Lodén, Karl Lodén. 
À côté, depuis 1952, se trouve la Pierre de l'Artisan avec des représentations de divers métiers et de leurs outils. 
L'œuvre est sculptée dans le granit par Edvin Öhrström et rappelle l'ancien Hantverksinstitutet (sv), dont les grands bâtiments s'élèvent au nord du parc. 
La partie supérieure du parc, la falaise d'origine, est ornée d'un ancien labyrinthe de pierre..

## Histoire
Glasbrukstäppan, comme les quartiers voisins de Glasgränden et Glasbruksgatan, ainsi que le quartier de Glasbrukstäppan, doit son nom à une verrerie établie en 1653 dans la zone. 
Le propriétaire, Melker Jung, dix ans plus tôt avait établi sa verrerie à Kungsholmen puis l'avait déplacée après un incendie. 
Sur la falaise se dressait un moulin à vent, appelé le moulin de Swart Hindrik, au milieu du XVIIème siècle. 
Il a probablement brûlé en lien avec l'incendie de Katarina en 1723 (sv). 
Le moulin a donné naissance au nom de rue Katarina Östra Qvarngränd, qui a été remplacé en 1885 par Stigbergsgatan et en 1939 par l'actuel Sandbacksgatan.

## Galerie

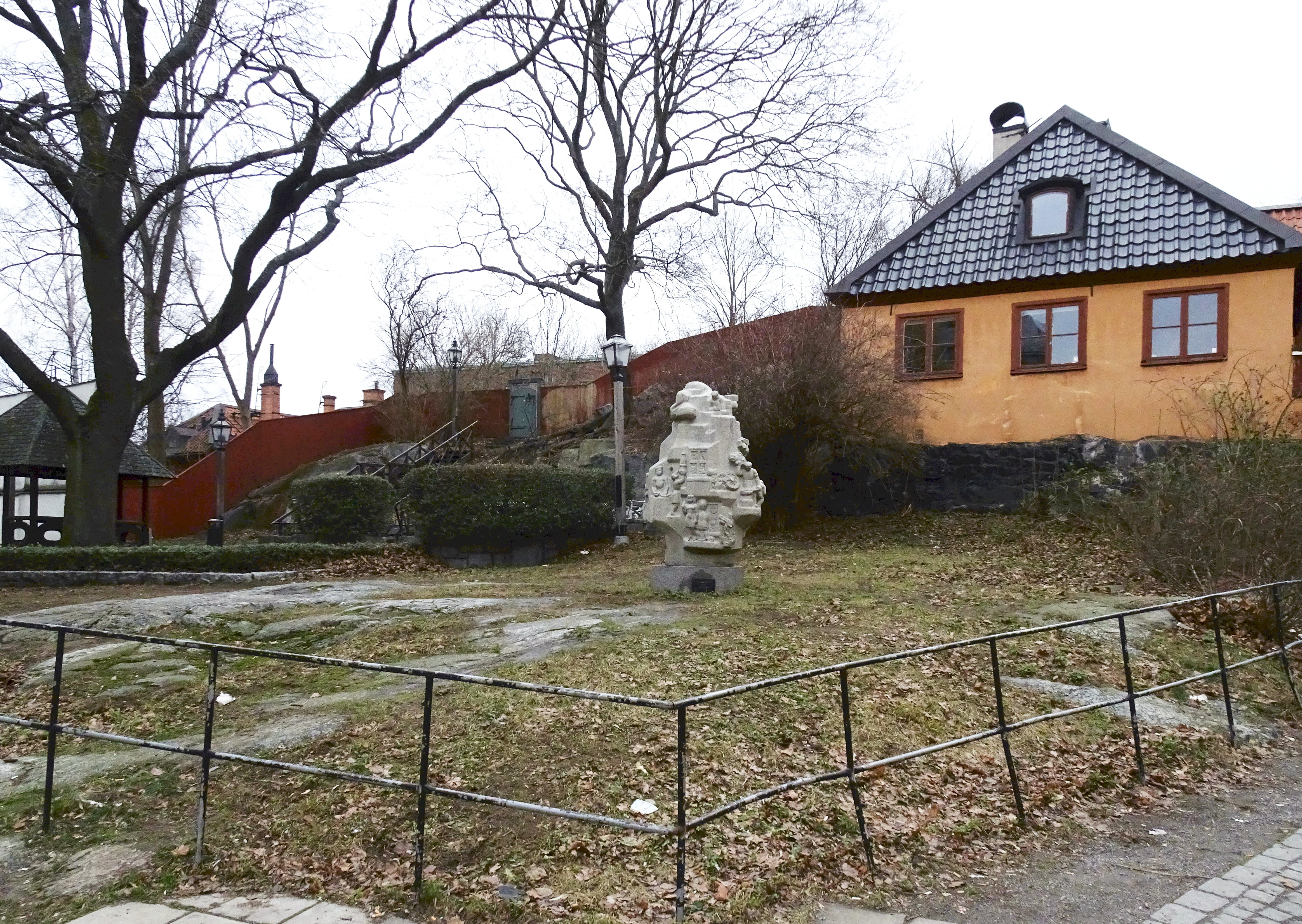
Glasbrukstäppan et Hantverksstenen.
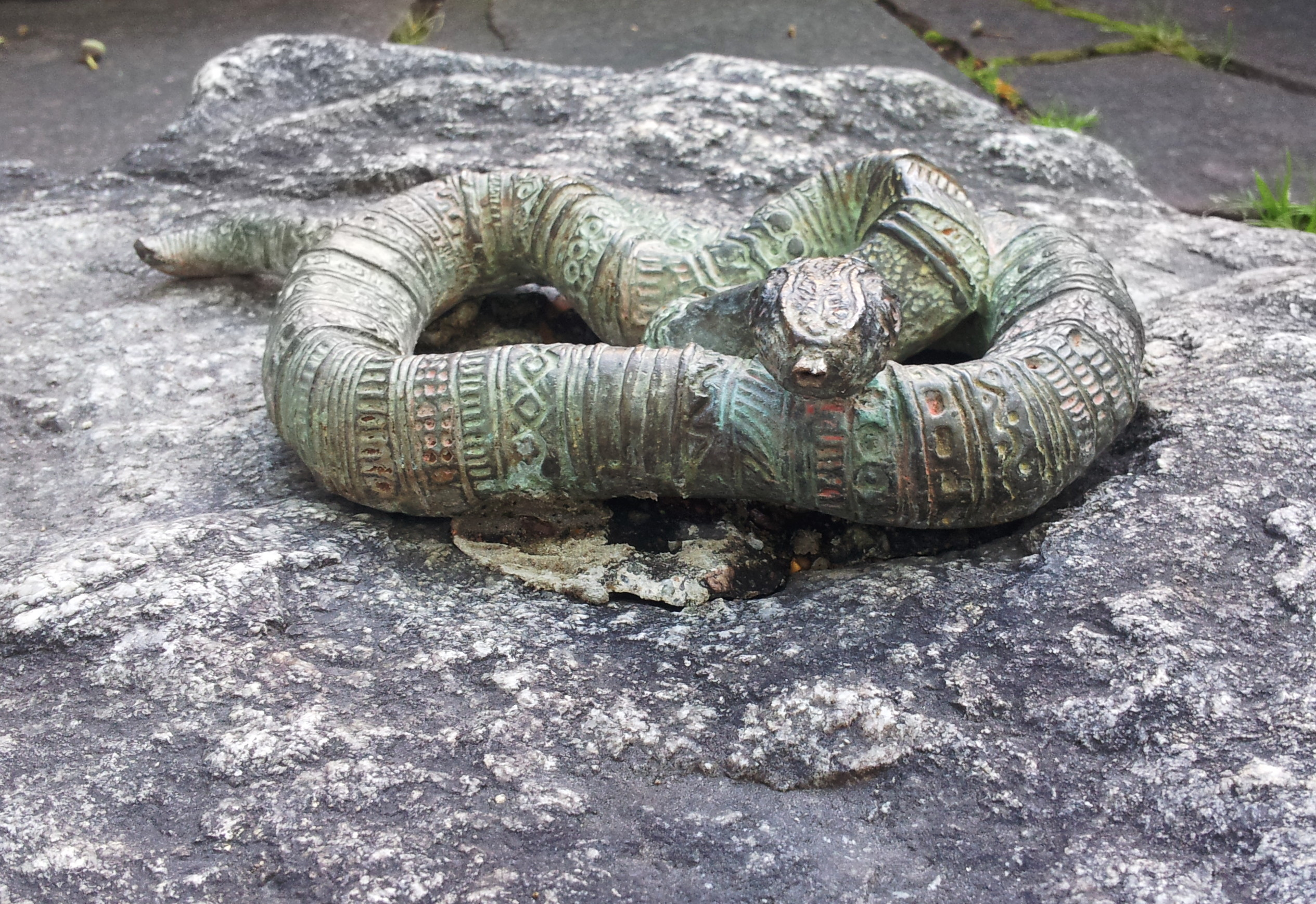
Statue Midgårdsormen II de Mats Lodén.
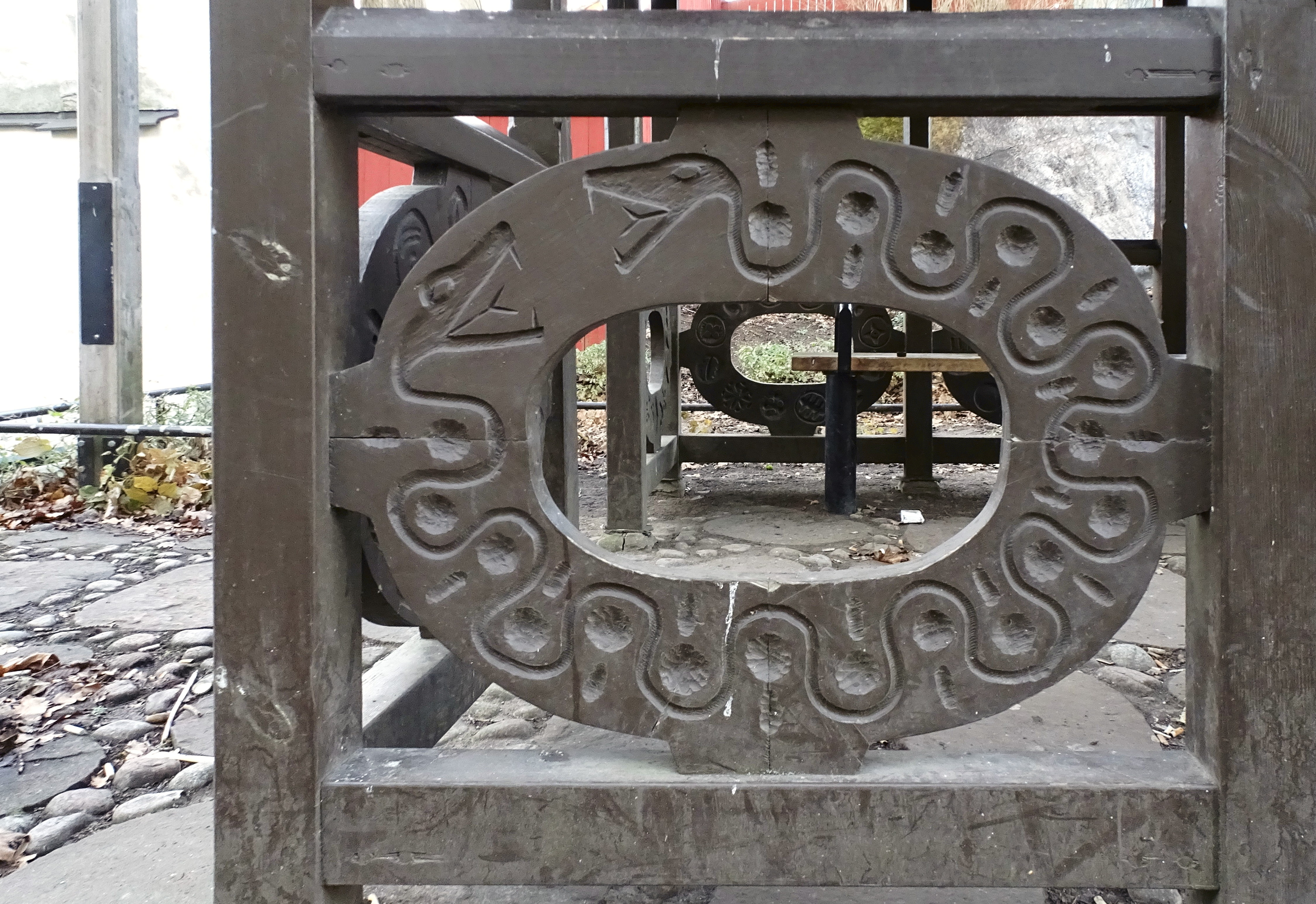
Motif de la balustrade du pavillon.
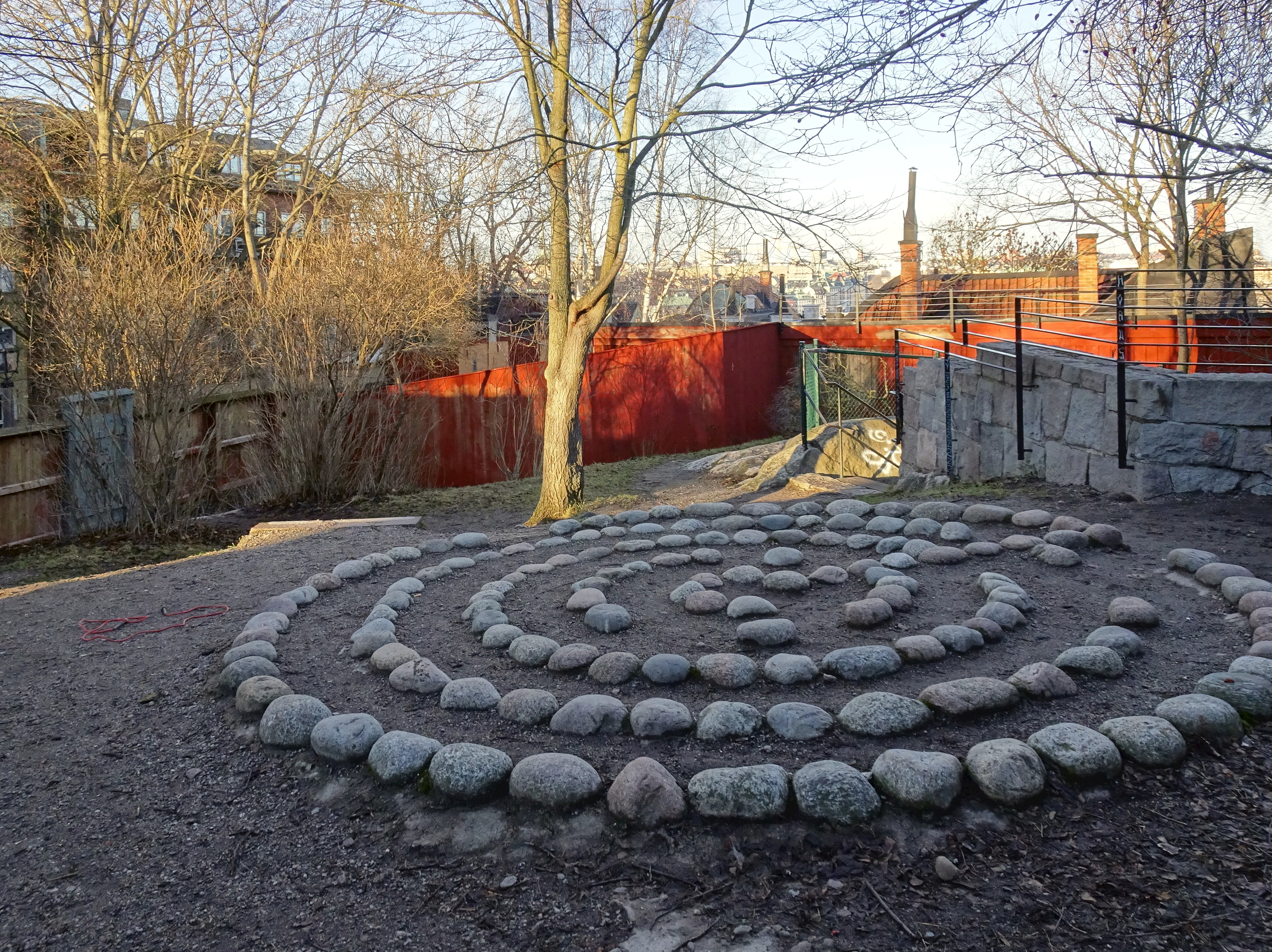
Labyrinthe de pierre dans la partie haute du parc.